# حس مرافق

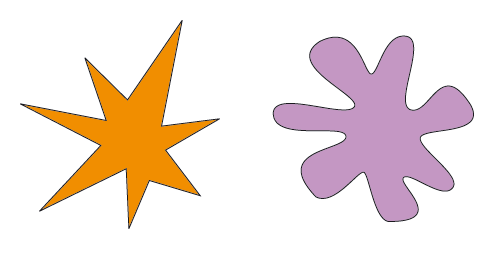
المصاب بترافق الحس يقرن شكل الشيء بلون معين

الحس المرافق أو المُتزامن أو تبادل الحواس أو التدبيح (بالإنجليزية: Synesthesia)‏ ظاهرة إدراكية يؤدي فيها تحفيز مسلك حسي أو إدراكي واحد إلى تجارب لا إرادية في مسلك حسي أو إدراكي ثانٍ. يُعرف الأشخاص الذين يبلغون عن مثل هذه التجارب طوال حياتهم باسم مرضى التصاحب الحسي. يختلف مفهوم الحس المرافق من شخص لآخر. في أحد الأشكال الشائعة من الحس المرافق، والمعروف باسم ترافق الرسم واللون أو الحس المرافق الحرفي اللوني، يُنظر إلى الحروف أو الأرقام على أنها ملونة بطبيعتها. في التسلسل المكاني، أو الحس المرافق الشكلي الرقمي، يكون للأرقام، أشهر السنة، أو أيام الأسبوع، مواقع دقيقة في الفضاء (على سبيل المثال، عام 1980 قد يكون «أكثر بعدًا» من عام 1990)، أو قد تظهر على هيئة خريطة ثلاثية الأبعاد (في اتجاه عقارب الساعة أو عكس اتجاه عقارب الساعة). يمكن أن يرتبط الحس المرافق بأي مجموعة وأي عدد من الحواس أو المسالك المعرفية.
لا يُعرف الكثير عن كيفية تطور الحس المرافق. اقتُرح أن الحس المرافق يتطور أثناء الطفولة عندما ينخرط الأطفال بالمفاهيم المجردة لأول مرة. تفسر هذه الفرضية -التي يشار إليها باسم فرضية الفراغ الدلالي- سبب كون الأشكال الأكثر شيوعًا للحس المرافق هي الرسم واللون والتسلسل المكاني والشكلي الرقمي. عادةً ما تكون هذه أول المفاهيم المجردة التي تتطلبها النظم التعليمية من الأطفال.
توجد صعوبات في تحديد الحس المرافق بشكل دقيق. أُدرجت العديد من الظواهر المختلفة تحت مصطلح الحس المرافق («اتحاد الحواس»)، ويبدو أن المصطلحات غير دقيقة في كثير من الحالات. قد يكون المصطلح الأكثر دقة ولكن الأقل شيوعًا هو التصاحب الفكري (ideasthesia).
تُعزى أقرب حالة مُسجَّلة للحس المرافق إلى الأكاديمي والفيلسوف بجامعة أوكسفورد، جون لوك، الذي قدم تقريرًا في عام 1690 عن رجل أعمى قال إنه رأى اللون القرمزي عندما سمع صوت البوق. ومع ذلك، يوجد خلاف حول ما إذا كان لوك قد وصف حالة فعلية من الحس المرافق أو كان يستخدم استعارة. صدر البيان الطبي الأول من قبل الطبيب الألماني جورج توبياس لودفيغ ساكس في عام 1812.

## التدبيح في العربية
هو عند ابن أبي الإصبع: ذكر المعاني بالألوان وهذا المعنى فني طريف، ومثاله قول الشاعر:

## العلامات والأعراض

رغم أن الشخص ذو الحس المرافق يرى الأرقام والحروف كما يراها الآخرون، لكنه يتصورها في ذات الوقت بألوان أخرى مرتبطة بكل حرف أو رقم. الصورة مثال على كيفية تصوّر (وليس رؤية) شخص ذو حس مرافق للأرقام والأحرف.

أفاد بعض المصابين أنهم لم يدركوا أن تجاربهم كانت غير معتادة حتى أدركوا أن الآخرين لم يختبروها، بينما أبلغ آخرون عن إبقائهم الأمر سرًا طوال حياتهم. الطبيعة التلقائية التي تفوق الوصف للحس المرافق تعني أن الاقتران قد لا يبدو غير عادي. تساعد هذه الطبيعة اللاإرادية والمترابطة في اعتبار الحس المرافق تجربة حقيقية. يشير معظم المصابين إلى أن تجاربهم ممتعة أو محايدة، على الرغم من البعض قالوا أن تجاربهم قد تؤدي إلى درجة من الحمل الحسي الزائد.
على الرغم من أن الصور النمطية الشائعة ضمن وسائل الإعلام الشعبية تعتبر الحس المرافق حالة طبية أو اضطرابًا عصبيًا، لكن العديد من مرضى التصاحب الحسي لا يرون أن تجاربهم في الحس المرافق تشكل عائقًا. على العكس من ذلك، أبلغ البعض عن اعتبارهم أنهم يملكون موهبة –بمعنى حاسة «خفية» إضافية– لا يريدون خسارتها. يدرك معظم مرضى التصاحب الحسي طريقة إدراكهم المميزة في طفولتهم. يتعلم البعض كيفية تطبيق قدرتهم في الحياة اليومية والعمل. استغل مرضى التصاحب الحسي قدراتهم في حفظ الأسماء وأرقام الهواتف والحساب الذهني والأنشطة الإبداعية الأكثر تعقيدًا مثل إنتاج الفنون المرئية والموسيقى والمسرح.

## مشاهير مُصابون به
- الأديب الروسي فلاديمير نابوكوف
- الموسيقي جان سيبيليوس
- فاريل ويليامز
- المغنية النيوزيلندية المعروفة باسم لورد[22]
- الموسيقي والمغني فينيس أوكونيل
- المغنية بيلي أيليش